# 정세랑
정세랑(1984년 ~ )은 대한민국의 과학 소설 작가이다. 고려대학교 역사교육과를 졸업하고 민음사, 문학동네에서 편집자로 일하다가 장르문학을 쓰기 시작했다. 2014년 《이만큼 가까이》로 창비장편소설상을, 2017년 《피프티 피플》로 한국일보문학상을 받았다.

## 단행본
- 《덧니가 보고싶어》 2011년 11월, 난다 ISBN 9788954616447
  - 개정판: 2019년 11월, 난다 ISBN 979-11888623-7-5
- 《지구에서 한아뿐》 2012년 6월, 네오픽션 ISBN 9788954427159
  - 개정판: 2019년 7월, 난다 ISBN 979-11888622-9-0
- 《이만큼 가까이》 2014년 3월, 창비. ISBN 9788936434106
- 《재인, 재욱, 재훈》 2014년 12월, 은행나무 ISBN 9788956608334
- 《보건교사 안은영》 2015년 12월, 민음사 ISBN 9788937473098
- 《피프티 피플》 2016년 11월, 창비 ISBN 9788936434243
- 《섬의 애슐리》 2018년 6월, 미메시스 ISBN 979-11553513-1-4
- 《옥상에서 만나요》 2018년 11월, 창비 ISBN 9788936437534
  - 〈웨딩드레스 44〉 〈효진〉 〈알다시피, 은열〉 〈옥상에서 만나요〉 〈보늬〉 〈영원히 77 사이즈〉 〈해피 쿠키 이어〉 〈이혼 세일〉 〈이마와 모래〉
- 《청기와주유소 씨름 기담》 2019년 6월, 창비 ISBN 9788936459000
- 《목소리를 드릴게요》 2020년 1월, 아작 ISBN 979-11653000-0-5
  - 〈미싱 핑거와 점핑 걸의 대모험〉 〈11분의 1〉 〈리셋〉 〈모조 지구 혁명기〉 〈리틀 베이비블루 필〉 〈목소리를 드릴게요〉 〈7교시〉 〈메달리스트의 좀비 시대〉
- 《시선으로부터,》 2020년 6월, 문학동네 ISBN 978-89546722-1-4

공저
- 《독재자》 2010년 11월, 뿔(웅진문학에디션) ISBN 9788901114859
  - 〈목소리를 드릴게요〉 2020년 1월, 아작 ISBN 9791165300005
- 《2013 젊은소설》 2013년 2월, 문학나무 ISBN 9788992308908
  - 〈옥상에서 만나요〉 2018년 11월, 창비 ISBN 9788936437534
- 《익명소설》 2014년 7월, 은행나무 ISBN 9788956607856
  - 〈W_해피 쿠키 이어〉[3]
- 《연애소설이 필요한 시간》 2015년 10월, 부키 ISBN 978-89605151-9-2
  - 〈연애소설 애호가를 애호하는 이유〉
- 《다행히 졸업》 2016년 10월, 창비 ISBN 978-89364374-3-5
  - 〈육교 위의 하트〉
- 《어떤 날 8》 2017년 3월, 북노마드 ISBN 979-11865613-9-3
  - 〈파라다이스에 혼자 남겨지면〉
- 《부디 계속해주세요》 2018년 3월, 마음산책 ISBN 978-89609036-8-5
  - 정세랑·아사이 료 〈소설은 바로 답을 주지 않는다〉 〈5년 후에 읽으면 알 수 없을 감정〉 〈편지〉
- 《나다운 페미니즘》 2018년 6월, 창비 ISBN 978-89364587-5-1
  - 〈우리가 석고 인형으로 태어났더라도〉
- 《무민은 채식주의자》 2018년 11월, 걷는사람 ISBN 979-11891281-9-7
  - 〈7교시〉
- 《멜랑콜리 해피엔딩》 2019년 1월, 작가정신 ISBN 979-11602612-7-1
  - 〈아라의 소설〉 2022년 8월, 안온북스 ISBN 1197873066
- 《오늘의 SF》 2019년 11월, 아르테 ISBN 978-89509845-2-6
  - 〈존 스칼지의 탁월함에 대하여〉

각본
- 넷플릭스 《보건교사 안은영》[4]